# TCL Chinese Theatre

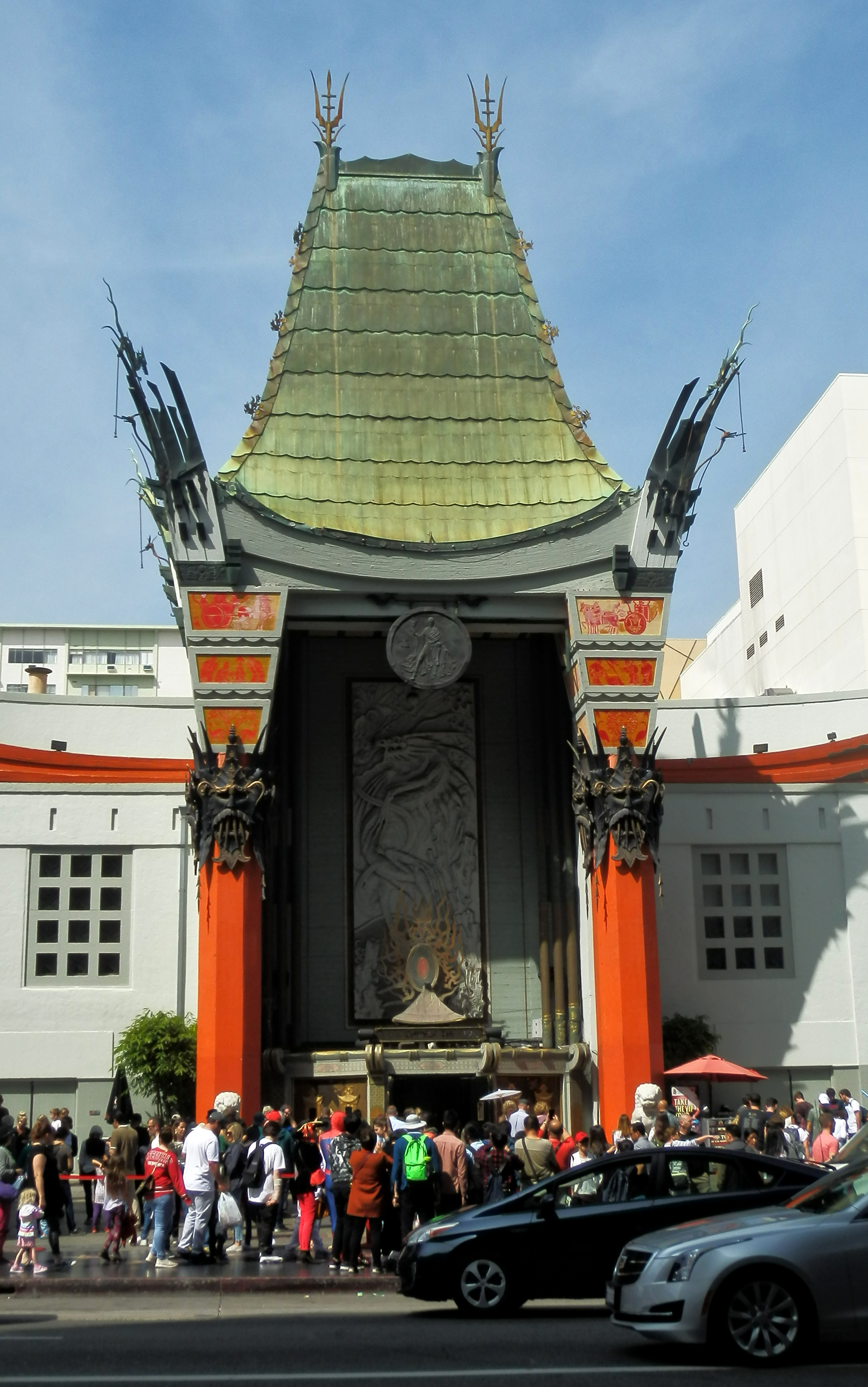
TCL Chinese Theatre

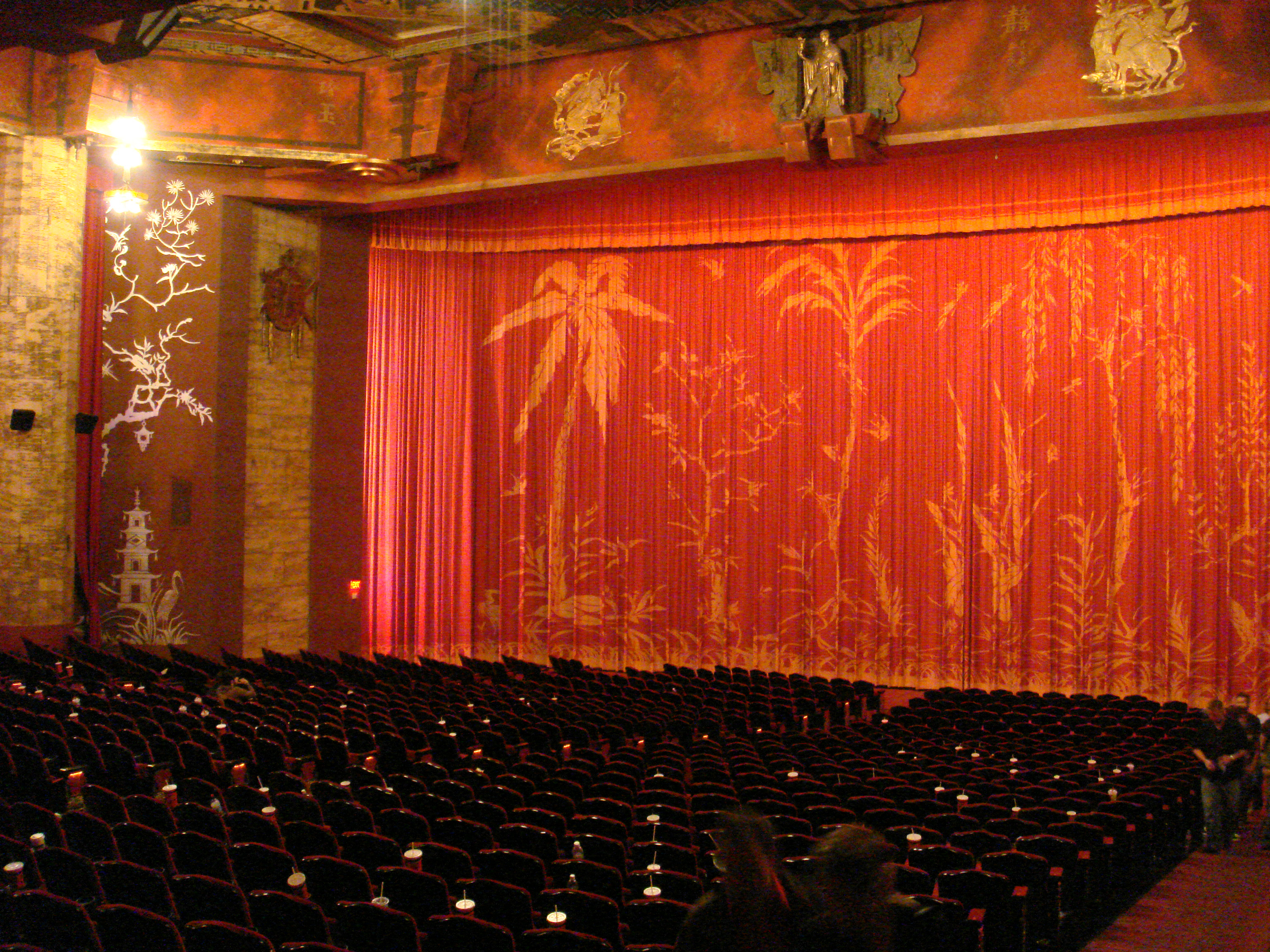
De grote zaal

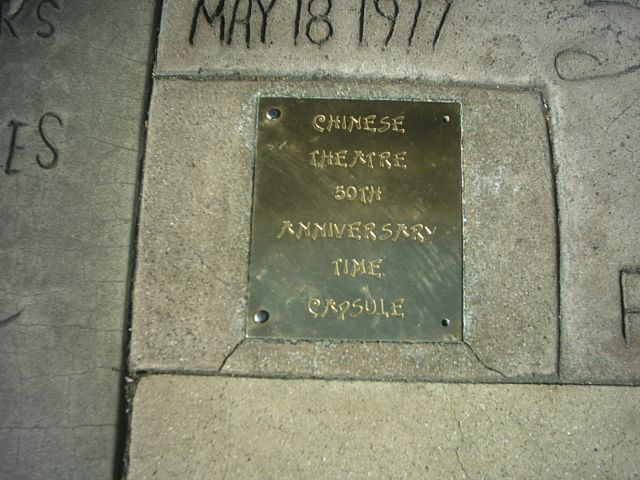
Afdekplaat van de tijdcapsule

TCL Chinese Theatre, voorheen bekend als Grauman's Chinese Theatre en daarvoor Mann's Chinese Theatre, is een filmhuis in Hollywood, Los Angeles, Californië. Het opende zijn deuren op 18 mei 1927. Van 1944 tot 1946 werden hier de Oscars uitgereikt, tegenwoordig gebeurt dat bij de 'buren' in het Dolby Theatre (voorheen Kodak Theatre). Op 18 mei 1977, de 50e verjaardag van het theater, werd een tijdcapsule ingemetseld.
Het bekendst is het theater tegenwoordig vanwege enkele tientallen betonnen tegels waar diverse beroemdheden hun hand- en voetafdrukken alsmede een persoonlijke boodschap in het natte cement hebben achtergelaten.
In januari 2013 werd het gebouw naar het Chinese bedrijf TCL Corporation genoemd, dat meer dan 5 miljoen dollar betaalde voor de naamrechten.

## Fotogalerij

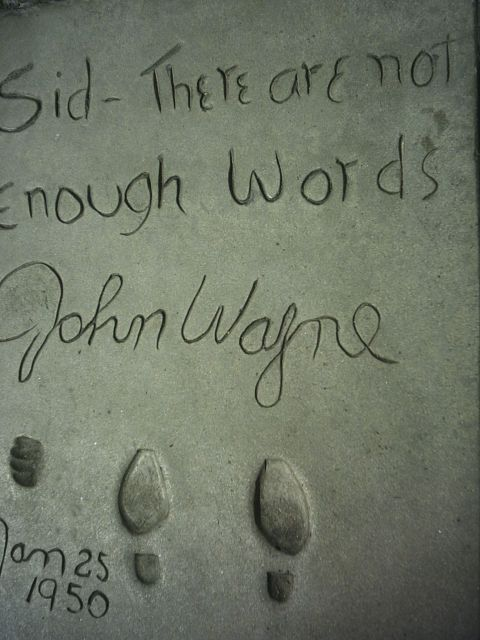
John Wayne
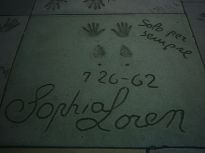
Sophia Loren
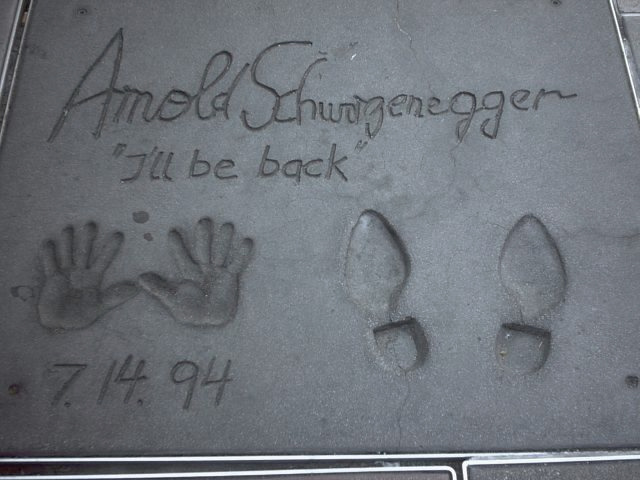
Arnold Schwarzenegger